# 木村郁繪
木村郁繪（12月10日—）是日本女性配音員。神奈川縣出身，血型為AB型，目前沒有隸屬於任何事務所。

## 經歷
代表作為《武俠派女子高中生》的御劍涼子、《驚爆危機》的常盤恭子。

## 演出作品

### 電視動畫
1999年
- 六翼天使之聲（ミカコ）

2000年
- タイムボカン2000 怪盗きらめきマン（トッタルニャン）
- 風雲爆彈娘（マコ）

2001年
- 武俠派女子高中生（御劍涼子）

2002年
- 天使特警（リッキィ）
- 驚爆危機（常盤恭子）

2003年
- 驚爆危機？校園篇（常盤恭子）

2005年
- 驚爆危機！The Second Raid（常盤恭子）

2018年
- 驚爆危機！Invisible Victory（常盤恭子）

### 遊戲
- ボカンGo Go Go（トッタルニャン）

### TV
- ANICOM TV

## 外部連結
- 逝空の白濁湯  （页面存档备份，存于）